# Luise Skov
Luise Skov (* 22. Oktober 1989 in Gentofte) ist eine dänische Schauspielerin.

## Leben
Luise Skov wuchs in Gentofte auf. Nach ihrem Schulabschluss besuchte sie die Den Danske Filmskole, wo sie ihre Schauspielausbildung absolvierte. Seit 2006 steht Skov als Schauspielerin vor der Kamera. Ihr Bühnendebüt als Theaterschauspielerin hatte sie im Jahr 2009 am Aarhus Teater. Seither ist Skov auch auf der Bühne aktiv.

## Filmografie
- 2006: Ynglinge
- 2010: Vilddyr
- 2011: Klassefesten
- 2011: Mit blodende hjerte
- 2012: Allez
- 2013: Graeskar
- 2013: Erbarmen (Kvinden i buret)
- 2014: Sankt Hans
- 2015: Orthorexia
- 2015: Tomgang
- 2016: Follow the Money (Bedrag, Fernsehserie)
- 2017–2019: Perfekte Steder (Fernsehserie)
- 2018: Verachtung (Journal 64)
- 2019: Knaeler
- 2020: The Tower
- 2020: Cry Wolf (Ulven kommer , Fernsehserie)
- 2021: Dinner for Two